# Falsischnolea nigrobasalis
Espèce
Falsischnolea nigrobasalis est une espèce de coléoptères de la famille des Cerambycidae. Elle a été décrite en 1940 par Breuning.